# Terç de Queralt
El Terç de Queralt (També coneguts com a "Terç dels Valons" o "Terç dels papagais”) va ser una unitat militar de l'exèrcit de Felipe II d'Espanya, creada a Barcelona l'any 1587, pel noble català Don Luis de Queralt i de Icart. Es va dissoldre a Flandes a la fi de 1588, incorporant-se les seves companyies a altres Terços.

## Història efímera del Terç de Queralt

### La lleva del Terç de catalans
Amb motiu de la preparació de la invasió d'Anglaterra, Felipe II va formar el major nombre de companyies per combatre a Flandes, al comandament de Luis de Requesens i Zúñiga. Alejandro Farnesio, el qual comandaria la invasió, volia bàsicament tropes espanyoles per a la campanya perquè, com va escriure el rei Felipe II:
“… este ha de ser el nervio principal y brazo derecho y el que lo ha de asegurar todo, y así es muy puesto en razón que con esto mande V.Md., tener mano como la importancia del negocio y su real servicio los pide”.

Luis de Queralt va reclutar en 1587 un Terç de voluntaris catalans, fet amb bandolers o altres delinquents d'aquella regió que volien congraciarse i aconseguir el perdó de les autoritats, per això es van apuntar a l'aventura. La lleva va néixer a Barcelona, però van aparèixer voluntaris de tota Catalunya.
Segons cròniques, el Terç es va formar així:
“El Rey, nuestro señor, (…) mandó levantar un tercio y se arbolaron banderas para él den Barcelona y toda Cataluña, y debajo de ellas (…) se alistó mucha gente principal y soldados muy valerosos. (…) Y habiendo marchado por toda Italia llegaron a los Estados de Flandes”.

### Trasllat a Flandes
El Terç de Queralt, al costat de reclutes del Tercio viejo de Zamora (o de Bobadilla) van embarcar a Tarragona amb destinació a Lombardía i Milà per, a través del “Camí Espanyol” durant dos mesos, arribar a Flandes el 7 de desembre de 1587. Comptava amb 17 companyies i uns 1900 soldats. Van ser allotjats en Warneton (a pocs kilometres de Ypres i Lilla) al costat del Tercio viejo de Zamora, encara que aquest es va allotjar més tard en un altre lloc.
Entre els habitants del lloc (de llengua francesa), van anomenar aquesta lleva, com a Terç dels valons espanyols, pel seu particular idioma de que feien ús (català). Entre les tropes espanyoles se'ls va conèixer com a Terç de “papagais”, per la seva dificultat amb que intentaven parlar castellà, o perquè senzillament no el parlaven.

### Invasió d'Anglaterra
Al juny de 1588 van ser agrupats en Bomen amb altres tres Terços espanyols (Terç de Bobadilla, Terç bessó de Sicília i el Terç bessó de Lombardía), amb el regiment irlandès del coronel Guillermo Estanley, i amb el regiment alemany del coronel italià Ferrante Gonzaga di Bozzolo. Aquesta era, al costat d'altres Terços valons, italians i de la borgonya, i així com altres regiments alemanys fins i tot corsos, els que componien la força de desembarcament de la Gran Armada per a la invasió d'Anglaterra. Una vegada a Bomen, es van traslladar a Dunquerque per ser embarcats. El 9 d'agost de 1588 embarquen però, sentides les notícies sobre el mal temps, són desembarcats i allotjats en Umen. El 12 d'agost tornen a embarcar, però de nou desembarquen un cop conegudes les males noticies sobre la Gran Armada.

### Guerres de Religió de França
Els Terços prenen un camí diferent. El Terç de Queralt, al costat del Terç vell de Sicília de Diego Enríquez de Castañeda i Manrique i el regiment alemany de Ferrante Gonzaga, van partir cap a Duffel. Arribant el dijous dia 15 d'agost de 1588 a Anvers.
El Terç que Queralt va estar present en el setge de Bergen-Op-Zoom (des del 24 de setembre fins al 13 de novembre de 1588) al costat dels Terços vells abans esmentats, però no va participar en la batalla, la qual cosa va ser una sort per a ells donat el gran nombre de baixes que hi va haver.

### Reforma del Terç
Després de Bergen, per mitjà de l'inspector General de Flandes Don Juan Bautista de Tassis i de Wachtendonk, el Terç de Queralt va ser re-distribuït (reformat) per reforçar la resta dels malmesos Terços, el de Bobadilla (en aquest moment al comandament de Manuel de Vega Cabeza de Vaca), Terç vell bessó de Lombardía (Sancho Martínez de Leyva) i el Terç vell bessó de Sicília (Diego Enríquez de Castañeda y Manrique). Aquesta re-distribució es basa en la falta d'experiència en combat dels novells catalans, enfront de l'elevada experiència dels membres dels Terços vells, una actitud de procedir molt habitual en qualsevol exèrcit.
Després de la reformación del Terç de Queralt, només van quedar en servei a la zona els tres Terços esmentats. No se sap exactament on va anar a parar cadascuna de les companyies catalanes, però sembla que la majoria dels seus soldats van anar a petar al Terç Bessó de Sicília.